# Opius areolatus
Opius areolatus är en stekelart som beskrevs av Szepligeti 1902. Opius areolatus ingår i släktet Opius och familjen bracksteklar. Inga underarter finns listade i Catalogue of Life.